# Pamela Lamplugh Robinson
Pamela Lamplugh Robinson (Manchester, 18 december 1919 - Londen, 24 oktober 1994) was een Britse paleontoloog die veel heeft gewerkt aan de fauna van het Trias en het Vroeg-Jura van Gloucestershire en later in India aan de fauna van het Mesozoïcum en Gondwana. Ze hielp bij het opzetten van de geologie-eenheid van het Indian Statistical Institute en leidde in de jaren 1960 onderzoek naar de paleontologie van gewervelde dieren in India.

## Biografie
Robinson werd geboren in 1919 in Manchester als dochter van James Arthur Robinson en Ann (geboren Lamplugh). Ze ging naar een privéschool en later naar de Manchester Girls' High School. Na de scheiding van haar ouders in 1938 ging ze naar de Universiteit van Hamburg voor premedische studies, maar die werden onderbroken door de oorlog. Toen ze terugkeerde naar Engeland, werkte ze bij de British Woollen Industries Research Association in Leeds, waar ze avondcolleges in paleontologie bijwoonde aan de Leeds University door Dorothy Rayner, wat haar interesse wekte. Ze werkte van 1942 tot 1945 in de Royal Ordnance-fabriek in Thorp Arch, West Yorkshire. Ze werkte ongeveer twee jaar als bibliothecaris bij de Geological Society in Londen voordat ze zich in 1947 inschreef voor geologie aan het University College London. Ze werd op de universiteit beïnvloed door J.B.S. Haldane en Walter Georg Kühne. Nadat ze in 1951 cum laude afstudeerde, zette ze haar postdoctoraal onderzoek voort en werd assistent-docent in de zoölogie op de afdeling onder leiding van Peter Medawar en later Avrion Mitchison. Ze behaalde een doctoraat, de laatste van D.M.S. Watsons studenten, in 1957 voor haar studies over de glijdende hagedis Kuehneosaurus, maar ze bestudeerde ook de stratigrafie en fossielen van de Mendip Hills in Gloucestershire. Ze publiceerde over de fauna van het Laat-Trias van het Kanaal van Bristol. Door de invloed van Haldane werd ze door Prasanta Chandra Mahalanobis uitgenodigd voor het Indian Statistical Institute in Calcutta en hielp ze daar een geologie-afdeling op te richten. Ze begeleidde en beïnvloedde Indiase onderzoekers en creëerde een programma voor de studie van de paleontologie van de Gondwana-lagen en de Maleri-formatie in de regio Deccan. Een symposium over Gondwana Stratigrafie werd gehouden in 1967.
Robinson werd in 1972 Alexander Agassiz gasthoogleraar aan de Harvard University en ontving in 1973 de Wollaston-prijs van de Geological Society voor haar werk in India. Ze begeleidde drie promovendi, waaronder Beverly Halstead. Vanaf de jaren 1960 raakte ze geïnteresseerd in het paleomilieu en het paleoklimaat. In de historisch essay Climates Ancient and Modern, gepubliceerd in 1964, merkte ze op dat de jaargemiddelde temperatuur in de wereld sinds het einde van de negentiende eeuw met 0,5 ° C was gestegen en dat de gemiddelde wintertemperatuur met 1 ° C was gestegen, wat leidde tot stijgende boomgrenzen. krimpende binnenmeren en een uitbreiding van steppe- en prairieland, afgezien van een spectaculaire afname van gletsjers en drijvend ijs. Ze merkte op dat de Zwitserse gletsjers in 1932 met een kwart van hun oppervlakte van 1877 waren gekrompen.
Ze ging in 1982 met pensioen en woonde in Londen en bracht tijd door met tuinieren en het bestuderen van Indiase filosofie. Ze overleed op 24 oktober 1994 in het Newham General Hospital na een beroerte. Ze was nooit getrouwd. Malerisaurus robinsonae, Pamelina, Lamplughsaura en Pamelaria zijn naar haar vernoemd.